# Бібліотеки Львова

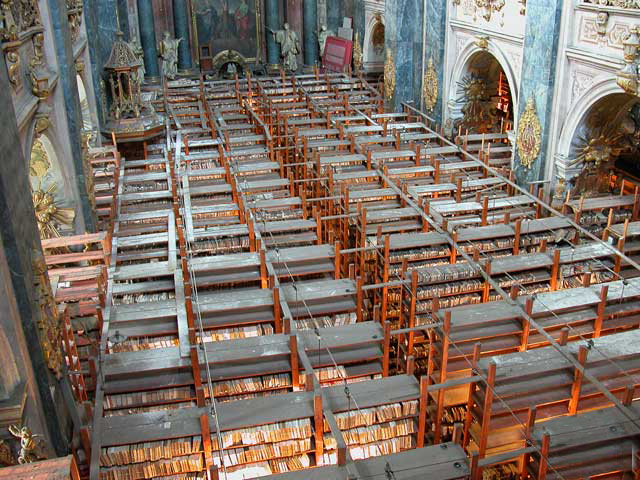
Національна бібліотека імені Василя Стефаника. Відділ у Костелі єзуїтів

Бібліотеки Львова мають давню історію. У 1817 році у Львові засновано Оссолінеум, бібліотеку і науково-дослідний інститут, який незабаром став одним з найвизначніших центрів польської науки. Після Другої світової війни 70% фондів було перевезено до Вроцлава, натомість у Львові на базі колишнього Оссолінеуму було створено Національну бібліотеку імені Василя Стефаника, одну з найбільших в Україні. Тут зберігаються прижиттєві видання творів Шевченка, Франка, Лесі Українки, Коцюбинського, Гоголя, Гюго, де Бальзака, Дюма, Діккенса, Міцкевича, Толстого, Чехова, Пушкіна, Лермонтова та інших письменників. Одними з найцінніших придбань бібліотеки є колекція оригіналів листів багатьох відомих людей. Книжковий фонд становить понад 7 мільйонів екземплярів.
Серед інших відомих бібліотек Львова — Бібліотека Львівського університету, Центральна міська бібліотека імені Лесі Українки, Центральна міська дитяча бібліотека, Обласна бібліотека для дітей, Обласна бібліотека для юнацтва та інші.